# 31-й меридіан східної довготи
31-й меридіан східної довготи — лінія довготи, що лежить на 31 градус східніше Гринвіцького меридіана. Вона проходить від Північного полюса через Північний Льодовитий океан, Європу, Азію, Африку, Індійський океан, Південний океан та Антарктиду до Південного полюса.
31-й меридіан східної довготи формує велике коло разом із 149-тим меридіаном західної довготи.

## Список географічних об'єктів, що перетинає 31° сх. д.
Починаючи на Північному полюсі та рухаючись до Південного полюса, 31-й меридіан східної довготи проходить через:
| Координати                                                 | Країна, територія або море | Примітки |
| ---------------------------------------------------------- | -------------------------- | --- |
| 90°0′ пн. ш. 31°0′ сх. д. / 90.000° пн. ш. 31.000° сх. д.  | Північний Льодовитий океан | |
| 80°10′ пн. ш. 31°0′ сх. д. / 80.167° пн. ш. 31.000° сх. д. | Баренцове море             | Проходить західніше острова Квітьойя, Шпіцберген, Норвегія Проходить східніше Землі Короля Карла, Шпіцберген, Норвегія |
| 70°25′ пн. ш. 31°0′ сх. д. / 70.417° пн. ш. 31.000° сх. д. | Норвегія                   | Проходить через півострів Варангер[en] — найсхіднішу точку країни                                                      |
| 70°16′ пн. ш. 31°0′ сх. д. / 70.267° пн. ш. 31.000° сх. д. | Варангер-фіорд             | |
| 69°46′ пн. ш. 31°0′ сх. д. / 69.767° пн. ш. 31.000° сх. д. | Росія                      | |
| 63°18′ пн. ш. 31°0′ сх. д. / 63.300° пн. ш. 31.000° сх. д. | Фінляндія                  | |
| 62°22′ пн. ш. 31°0′ сх. д. / 62.367° пн. ш. 31.000° сх. д. | Росія                      | Проходить між Ладозьким озером та озером Ільмень                                                                       |
| 55°9′ пн. ш. 31°0′ сх. д. / 55.150° пн. ш. 31.000° сх. д.  | Білорусь                   | Приблизно на 3 км |
| 55°7′ пн. ш. 31°0′ сх. д. / 55.117° пн. ш. 31.000° сх. д.  | Росія                      | Приблизно на 4 км |
| 55°5′ пн. ш. 31°0′ сх. д. / 55.083° пн. ш. 31.000° сх. д.  | Білорусь                   | Приблизно на 7 км |
| 55°1′ пн. ш. 31°0′ сх. д. / 55.017° пн. ш. 31.000° сх. д.  | Росія                      | |
| 54°43′ пн. ш. 31°0′ сх. д. / 54.717° пн. ш. 31.000° сх. д. | Білорусь                   | Приблизно на 3 км |
| 54°41′ пн. ш. 31°0′ сх. д. / 54.683° пн. ш. 31.000° сх. д. | Росія                      | Приблизно на 2 км |
| 54°40′ пн. ш. 31°0′ сх. д. / 54.667° пн. ш. 31.000° сх. д. | Білорусь                   | |
| 52°4′ пн. ш. 31°0′ сх. д. / 52.067° пн. ш. 31.000° сх. д.  | Україна                    | Чернігівська область Київська область Черкаська область Кіровоградська область Миколаївська область Одеська область    |
| 46°35′ пн. ш. 31°0′ сх. д. / 46.583° пн. ш. 31.000° сх. д. | Чорне море                 | |
| 41°5′ пн. ш. 31°0′ сх. д. / 41.083° пн. ш. 31.000° сх. д.  | Туреччина                  | |
| 36°52′ пн. ш. 31°0′ сх. д. / 36.867° пн. ш. 31.000° сх. д. | Середземне море            | |
| 31°35′ пн. ш. 31°0′ сх. д. / 31.583° пн. ш. 31.000° сх. д. | Єгипет                     | Проходить західніше Каїра                                                                                              |
| 22°0′ пн. ш. 31°0′ сх. д. / 22.000° пн. ш. 31.000° сх. д.  | Судан                      | |
| 9°45′ пн. ш. 31°0′ сх. д. / 9.750° пн. ш. 31.000° сх. д.   | Південний Судан            | |
| 3°42′ пн. ш. 31°0′ сх. д. / 3.700° пн. ш. 31.000° сх. д.   | Уганда                     | |
| 2°24′ пн. ш. 31°0′ сх. д. / 2.400° пн. ш. 31.000° сх. д.   | ДР Конго                   | |
| 1°56′ пн. ш. 31°0′ сх. д. / 1.933° пн. ш. 31.000° сх. д.   | Озеро Альберт              | |
| 1°32′ пн. ш. 31°0′ сх. д. / 1.533° пн. ш. 31.000° сх. д.   | Уганда                     | |
| 1°0′ пд. ш. 31°0′ сх. д. / 1.000° пд. ш. 31.000° сх. д.    | Танзанія                   | |
| 8°16′ пд. ш. 31°0′ сх. д. / 8.267° пд. ш. 31.000° сх. д.   | Озеро Танганьїка           | |
| 8°46′ пд. ш. 31°0′ сх. д. / 8.767° пд. ш. 31.000° сх. д.   | Замбія                     | |
| 14°44′ пд. ш. 31°0′ сх. д. / 14.733° пд. ш. 31.000° сх. д. | Мозамбік                   | |
| 16°3′ пд. ш. 31°0′ сх. д. / 16.050° пд. ш. 31.000° сх. д.  | Зімбабве                   | Проходить західніше Хараре                                                                                             |
| 22°19′ пд. ш. 31°0′ сх. д. / 22.317° пд. ш. 31.000° сх. д. | ПАР                        | Лімпопо Мпумаланга — проходить східніше Мбомбели                                                                       |
| 26°12′ пд. ш. 31°0′ сх. д. / 26.200° пд. ш. 31.000° сх. д. | Есватіні                   | |
| 27°2′ пд. ш. 31°0′ сх. д. / 27.033° пд. ш. 31.000° сх. д.  | ПАР                        | Мпумаланга Квазулу-Наталь — проходить через Дурбан                                                                     |
| 29°57′ пд. ш. 31°0′ сх. д. / 29.950° пд. ш. 31.000° сх. д. | Індійський океан           | |
| 60°0′ пд. ш. 31°0′ сх. д. / 60.000° пд. ш. 31.000° сх. д.  | Південний океан            | |
| 69°2′ пд. ш. 31°0′ сх. д. / 69.033° пд. ш. 31.000° сх. д.  | Антарктида                 | Проходить через Землю Королеви Мод (претендує Норвегія)                                                                |